# The Jimi Hendrix Experience
The Jimi Hendrix Experience foi uma banda britânica de rock psicodélico formada em Westminster, Londres, em setembro de 1966. Formada pelo vocalista e guitarrista estadunidense Jimi Hendrix junto com os ingleses Noel Redding (baixo e backing vocals) e Mitch Mitchell (bateria), a banda esteve ativa até junho de 1969, nesse período o grupo lançou três álbuns de estúdio de sucesso e grande influência no mundo do Rock.
Todos os três álbuns da banda, Are You Experienced (1967), Axis: Bold as Love (1967) e Electric Ladyland (1968), ficaram nos 100 primeiros nomes da Lista dos 500 melhores álbuns de sempre da Rolling Stone.
Foi por esta banda que Jimi Hendrix gravou a maior parte das suas mais famosas músicas como "Purple Haze", "Foxy Lady", "Fire", "Hey Joe", "Little Wing", "Voodoo Child (Slight Return)", "All Along the Watchtower" e "Spanish Castle Magic".

## História
Jimi Hendrix chegou à Inglaterra em 24 de setembro de 1966 e, junto com o seu agente Chas Chandler - ex-baixista da banda britânica The Animals, começaram com audições para encontrar outros músicos para formar uma banda. Noel Redding foi escolhido para o lugar de baixista. Apesar de nunca ter tocado baixo (pois era guitarrista) Hendrix gostou da sua aparência - por ter um cabelo parecido com o do músico Bob Dylan, por qual Hendrix era fã, e de sua atitude. Mitch Mitchell era um baterista que atuava em Londres capaz de acrescentar à banda o estilo jazz e apesar disso, foi escolhido por acaso e quase foi trocado por Aynsley Dunbar no momento da escolha.
O nome "The Jimi Hendrix Experience" foi criado pelo empresário Michael Jeffery. A primeira "aparição" do Experience foi como convidados do cantor francês Johnny Hallyday, na França, em 13 de outubro de 1966. Seis dias depois, a banda tocou em seu primeiro show no Reino Unido.
Apesar de inicialmente a banda ter sido formada para apenas acompanhar Hendrix, "The Experience" cedo provou ser mais do que isso. Seguindo os passos de Eric Clapton, líder dos Cream, eles foram um dos primeiros grupos a popularizar o formato "power trio", que essencialmente é constituído por guitarrista, baixista e baterista. Hendrix combinou diferentes estilos musicais e efeitos especiais para modificar o som de sua guitarra, como o Wah-wah e o feedback, coisas nunca vistas antes no mundo da guitarra.
A formação teve o seu valor reconhecido pela primeira vez durante o Monterey Pop Festival, um dos maiores festivais de música daquela época. A banda teve uma excelente atuação, que terminou com a famosa cena em que Hendrix ateou fogo à sua guitarra. Este momento foi imortalizado em uma fotografia que foi mais tarde usada como capa da revista Rolling Stone.
Este concerto foi filmado e usado no documentário Monterey Pop. Isto atraiu as atenções do público norte-americano e a banda foi convidada para participar da turnê com The Monkees como banda de abertura. Eles acabaram por abandonar a turnê depois de alguns concertos. Chas Chandler mais tarde disse que tinha se tratado de uma jogada de publicidade. Em Junho de 1969, ele decidiu acabar com a banda após vários problemas.
"The Experience" foi introduzida no Hall da Fama do Rock and Roll em 1992.

## Integrantes
- Jimi Hendrix - guitarra e vocal
- Noel Redding - baixo e back-vocal (ocasionalmente vocal, baixo de 8 cordas e guitarra)
- Mitch Mitchell - bateria, percussão e back-vocal (ocasionalmente vocal e metalofone)
- Billy Cox - baixo e back-vocal (pequena participação em alguns shows)

## Discografia
- Are You Experienced? (: Maio, 1967; : Agosto, 1967)
- Axis: Bold as Love (Dezembro, 1967)
- Electric Ladyland (Setembro, 1968)
- BBC Sessions (1998)
- Live at Berkeley (2003)